# Tŕnie
Tŕnie es un municipio del distrito de Zvolen en la región de Banská Bystrica, Eslovaquia, con una población estimada a final del año 2024 de 427 habitantes.
Se encuentra ubicado en el centro-oeste de la región, en los montes Centrales Eslovacos y la cuenca hidrográfica del río Hron —un afluente izquierdo del Danubio— y cerca de la frontera con la región de Nitra.

## Demografía
| Año        | 1994 | 2004    | 2014     | 2024    |
| ---------- | ---- | ------- | -------- | ------- |
| Población  | 347  | 362     | 417      | 427     |
| Diferencia |      | +4,32 % | +15,19 % | +2,39 % |

| Año        | 2023 | 2024    |
| ---------- | ---- | ------- |
| Población  | 429  | 427     |
| Diferencia |      | −0,46 % |